# Sphyrapus tudes
Sphyrapus tudes är en kräftdjursart som beskrevs av Norman och Stebbing 1886. Sphyrapus tudes ingår i släktet Sphyrapus och familjen Sphyrapidae. Inga underarter finns listade i Catalogue of Life.